# Municipio de Ramsey (Illinois)
El municipio de Ramsey (en inglés: Ramsey Township) es un municipio ubicado en el condado de Fayette en el estado estadounidense de Illinois. En el año 2010 tenía una población de 1851 habitantes y una densidad poblacional de 13,12 personas por km².

## Geografía
El municipio de Ramsey se encuentra ubicado en las coordenadas 39°8′51″N 89°4′52″O / 39.14750, -89.08111. Según la Oficina del Censo de los Estados Unidos, el municipio tiene una superficie total de 141.13 km², de la cual 140,8 km² corresponden a tierra firme y (0,23 %) 0,32 km² es agua.

## Demografía
Según el censo de 2010, había 1851 personas residiendo en el municipio de Ramsey. La densidad de población era de 13,12 hab./km². De los 1851 habitantes, el municipio de Ramsey estaba compuesto por el 98,65 % blancos, el 0,11 % eran afroamericanos, el 0,05 % eran amerindios, el 0,22 % eran asiáticos y el 0,97 % eran de una mezcla de razas. Del total de la población el 0,86 % eran hispanos o latinos de cualquier raza.